# FIBA Intercontinental Cup
FIBA Intercontinental Cup – powszechnie określany FIBA World Cup for Champion Clubs (Puchar Świata FIBA dla mistrzów klubowych) lub FIBA Club World Cup (Klubowy Puchar Świata FIBA), to profesjonalny turniej koszykarski zatwierdzony przez FIBA, FIBA Ameryka oraz Euroleague Basketball Company. Został stworzony w celu umożliwienia rywalizacji czołowym klubom koszykarskim bez względu na ich położenie geograficzne. Jego zwycięzca jest uznawany oficjalnie za klubowego mistrza świata. W turnieju World Cup for Clubs biorą udział głównie mistrzowie poszczególnych kontynentów lub stref geograficznych reprezentujący najwyższy poziom koszykówki w danym obszarze świata.
Aktualnie mistrzowie ligi amerykańskiej FIBA stają do konfrontacji z mistrzem Euroligi w dwumeczu. W ten sposób wyłaniany jest najlepszy klub koszykarski na świecie. Do tej pory mistrzowie NBA, jako najlepsze kluby strefy Ameryki Północnej nadal odmawiają udziału w turnieju.
FIBA planuje rozszerzyć turniej o zwycięskie zespoły z FIBA Africa Clubs Champions Cup, FIBA Asia Champions Cup, NBL (FIBA Oceania) i prawdopodobnie drużyny NBA.

## Poprzednie nazwy zawodów
- FIBA Intercontinental Cup (lub FIBA World Cup for Champion Clubs): (1966–1980)
- FIBA Club World Cup: (1981)
- FIBA Intercontinental Cup (lub FIBA World Cup for Champion Clubs): (1982–1984)
- FIBA Club World Cup: (1985–1987)
- FIBA Intercontinental Cup (lub FIBA World Cup for Champion Clubs): (1996, 2013–present)
  - Od 1973 roku turniej jest również nazywany ku pamięci Renato Williama Jonesa – FIBA Intercontinental Cup "William Jones", lub FIBA Club World Cup "William Jones".
  - Turniej jest także nazywany FIBA Intercontinental Cup of Clubs, nie należy go mylić z 1972 FIBA Intercontinental Cup of National Teams.

## Zwycięzcy
- 1966  Varèse (Ignis)
- 1967  Akron Wingfoots
- 1968  Akron Wingfoots
- 1969  Akron Wingfoots
- 1970  Varèse (Ignis)
- 1971–1972 Nie rozgrywano
- 1973  Varèse (Ignis)
- 1974  Maryland Terrapins
- 1975  Cantù (Forst)
- 1976  Real Madryt
- 1977  Real Madryt
- 1978  Real Madryt
- 1979  Sírio
- 1980  Maccabi Tel Awiw (Elite)
- 1981  Real Madryt
- 1982  Cantù (Ford)
- 1983  Obras Sanitarias
- 1984  Virtus Rzym (Banco di Roma)
- 1985  FC Barcelona
- 1986  Žalgiris
- 1987  Olimpia Mediolan (Tracer)
- 1988–1995 Nie rozgrywano
- 1996  Panathinaikos
- 1997–2012 Nie rozgrywano
- 2013  Olympiacos
- 2014  Flamengo
- 2015  Real Madryt
- 2016  Guaros de Lara
- 2017  Iberostar Teneryfa

## Finaliści FIBA Intercontinental Cup
| Rok  | Miasto gospodarza                | Mistrz                      | Pokonany                   | Finał              |
| 1966 | Madryt                           | Varèse (Ignis)              | Corinthians                | 66–59              |
| 1967 | Varese, Neapol i Rzym            | Akron Wingfoots (Goodyear)  | Varèse (Ignis)             | 78–72              |
| 1968 | Filadelfia                       | Akron Wingfoots (Goodyear)  | Real Madryt                | 105–73             |
| 1969 | Macon                            | Akron Wingfoots (Goodyear)  | Spartak ZJŠ Brno           | 84–71              |
| 1970 | Varese                           | Varèse (Ignis)              | Real Madryt                | Liga               |
| 1973 | São Paulo                        | Varèse (Ignis)              | Sírio                      | Liga               |
| 1974 | Meksyk                           | Maryland Terrapins          | Varèse (Ignis)             | Liga               |
| 1975 | Varese i Cantù                   | Cantù (Forst)               | Franca (Amazonas)          | Liga               |
| 1976 | Buenos Aires                     | Real Madryt                 | Varèse (Mobilgirgi)        | Liga               |
| 1977 | Madryt                           | Real Madryt                 | Varèse (Mobilgirgi)        | Liga               |
| 1978 | Buenos Aires                     | Real Madryt                 | Obras Sanitarias           | Liga               |
| 1979 | São Paulo                        | Sírio                       | Bosna                      | Liga               |
| 1980 | Sarajewo                         | Maccabi Tel Awiw (Elite)    | Franca (Francana)          | Liga               |
| 1981 | São Paulo                        | Real Madryt                 | Sírio                      | 109–83             |
| 1982 | Den Bosch, Rotterdam i Amsterdam | Cantù (Ford)                | Den Bosch (Nashua)         | Liga               |
| 1983 | Buenos Aires                     | Obras Sanitarias            | Cantù (Jollycolombani)     | Liga               |
| 1984 | São Paulo                        | Virtus Rzym (Banco di Roma) | Obras Sanitarias           | Liga               |
| 1985 | Barcelona i Girona               | FC Barcelona                | Monte Líbano               | 93–89              |
| 1986 | Buenos Aires                     | Žalgiris                    | Ferro Carril Oeste         | 84–78              |
| 1987 | Mediolan                         | Olimpia Mediolan (Tracer)   | FC Barcelona               | 100–84             |
| 1996 | Rosario i Amarusi, Ateny         | Panathinaikos               | Olimpia                    | 83–89 83–78 101–76 |
| 2013 | Barueri, São Paulo               | Olympiacos                  | Pinheiros (Sky)            | 81–70 86–69        |
| 2014 | Rio de Janeiro                   | Flamengo                    | Maccabi Tel Awiw (Electra) | 66–69 90–77        |
| 2015 | São Paulo                        | Real Madryt                 | Bauru                      | 90–91 91–79        |
| 2016 | Frankfurt nad Menem              | Guaros de Lara              | Skyliners Frankfurt        | 74–69              |
| 2017 | San Cristóbal de La Laguna       | Iberostar Teneryfa          | Guaros de Lara             | 76–71              |

## Statystyki

### Tytuły według klubu
| Miejsce | Klub               | Tytuły | Przegrane finały | Mistrzowskie lata            |
| ------- | ------------------ | ------ | ---------------- | ---------------------------- |
| 1.      | Real Madryt        | 5      | 2                | 1976, 1977, 1978, 1981, 2015 |
| 2.      | Varèse             | 3      | 4                | 1966, 1970, 1973             |
| 3.      | Akron Wingfoots    | 3      |                  | 1967, 1968, 1969             |
| 4.      | Cantù              | 2      | 1                | 1975, 1982                   |
| 5.      | Sírio              | 1      | 2                | 1979                         |
| 6.      | Obras Sanitarias   | 1      | 2                | 1983                         |
| 7.      | Maccabi Tel Awiw   | 1      | 1                | 1980                         |
| 8.      | FC Barcelona       | 1      | 1                | 1985                         |
| 9.      | Maryland Terrapins | 1      |                  | 1974                         |
| 10.     | Virtus Rzym        | 1      |                  | 1984                         |
| 11.     | Žalgiris           | 1      |                  | 1986                         |
| 12.     | Olimpia Mediolan   | 1      |                  | 1987                         |
| 13.     | Panathinaikos      | 1      |                  | 1996                         |
| 14.     | Olympiacos         | 1      |                  | 2013                         |
| 15.     | Flamengo           | 1      |                  | 2014                         |
| 16.     | Franca             |        | 2                |                              |
| 17.     | Corinthians        |        | 1                |                              |
| 18.     | Brno               |        | 1                |                              |
| 19.     | Bosna              |        | 1                |                              |
| 20.     | Den Bosch          |        | 1                |                              |
| 21.     | Monte Líbano       |        | 1                |                              |
| 22.     | Ferro Carril Oeste |        | 1                |                              |
| 23.     | Olimpia            |        | 1                |                              |
| 24.     | Pinheiros          |        | 1                |                              |
| 25.     | Bauru              |        | 1                |                              |

### Tytuły według kraju
| Miejsce | Kraj              | Tytuły | Przegrane finały |
| ------- | ----------------- | ------ | ---------------- |
| 1.      | Włochy            | 7      | 5                |
| 2.      | Hiszpania         | 6      | 3                |
| 3.      | Stany Zjednoczone | 4      |                  |
| 4.      | Brazylia          | 2      | 8                |
| 5.      | Grecja            | 2      |                  |
| 6.      | Argentyna         | 1      | 4                |
| 7.      | Izrael            | 1      | 1                |
| 8.      | Wenezuela         | 1      | 1                |
| 9.      | ZSRR              | 1      |                  |
| 10.     | Czechosłowacja    |        | 1                |
| 11.     | Jugosławia        |        | 1                |
| 12.     | Holandia          |        | 1                |
| 13.     | Niemcy            |        | 1                |

### Czołowi strzelcy decydującego spotkania
| Sezon | Czołowy strzelec            | Klub                              | Punkty |
| ----- | --------------------------- | --------------------------------- | ------ |
| 1966  | Giovanni Gavagnin           | Ignis Varèse                      | 20     |
| 1967  | Tony Gennari                | Ignis Varèse                      | 25     |
| 1968  | Miles Aiken                 | Real Madryt                       | 23     |
| 1969  | Jan Bobrovský               | Spartak ZJŠ Brno                  | 34     |
| 1970  | Jiří Zídek Sr               | Slavia Praga                      | 20     |
| 1973  | bd                          | bd                                | bd     |
| 1974  | John Lucas II i Bob Morse   | Maryland Terrapins i Ignis Varèse | 24     |
| 1975  | bd                          | bd                                | bd     |
| 1976  | Rafael Rullán               | Real Madryt                       | 23     |
| 1977  | Walter Szczerbiak           | Real Madryt                       | 29     |
| 1978  | John Coughran               | Real Madryt                       | 26     |
| 1979  | Oscar Schmidt               | Sírio                             | 42     |
| 1980  | Earl Williams               | Maccabi Elite                     | 28     |
| 1981  | Mirza Delibašić             | Real Madryt                       | 33     |
| 1982  | Antonello Riva i Dan Cramer | Ford Cantù i Nashua Den Bosch     | 22     |
| 1983  | bd                          | bd                                | bd     |
| 1984  | Ray Townsend                | Virtus Rzym                       | 29     |
| 1985  | Juan Antonio San Epifanio   | FC Barcelona                      | 39     |
| 1986  | Arvydas Sabonis             | Žalgiris                          | 26     |
| 1987  | Bob McAdoo                  | Tracer Mediolan                   | 25     |
| 1996  | Jorge Racca                 | Olimpia                           | 28     |
| 2013  | Shamell Stallworth          | Pinheiros                         | 27     |
| 2014  | Jeremy Pargo                | Maccabi Electra                   | 28     |
| 2015  | Ricardo Fischer             | Bauru                             | 26     |
| 2016  | Zach Graham                 | Guaros de Lara                    | 19     |

## MVP
| Sezon | Laureat                   | Klub               |
| ----- | ------------------------- | ------------------ |
| 1977  | Walter Szczerbiak         | Real Madryt        |
| 1987  | Juan Antonio San Epifanio | FC Barcelona       |
| 2013  | Wasilis Spanulis          | Olympiacos         |
| 2014  | Nicolás Laprovíttola      | Flamengo           |
| 2015  | Sergio Llull              | Real Madryt        |
| 2016  | Zach Graham               | Guaros de Lara     |
| 2017  | Mike Tobey                | Iberostar Teneryfa |

## Specjalna edycja turnieju 1972
W 1972 roku FIBA zorganizowała turniej z udziałem czterech reprezentacji narodowych – ZSRR, Polski, Brazylii i NABL All-Stars Team (drużyna zastąpiła w turnieju reprezentację narodową USA). Mimo iż ten turniej nie jest częścią aktualnego Klubowego Pucharu Świata widnieje w jego zapisach historycznych, jako edycja specjalna turnieju, gdyż on sam nie był rozgrywany w latach 1971–1972.
| Rok  | Miasto gospodarza | Zwycięzca      | 2. miejsce | 3. miejsce | 4. miejsce |
| ---- | ----------------- | -------------- | ---------- | ---------- | ---------- |
| 1972 | São Paulo         | NABL All-Stars | ZSRR       | Brazylia   | Polska     |